# Haketia

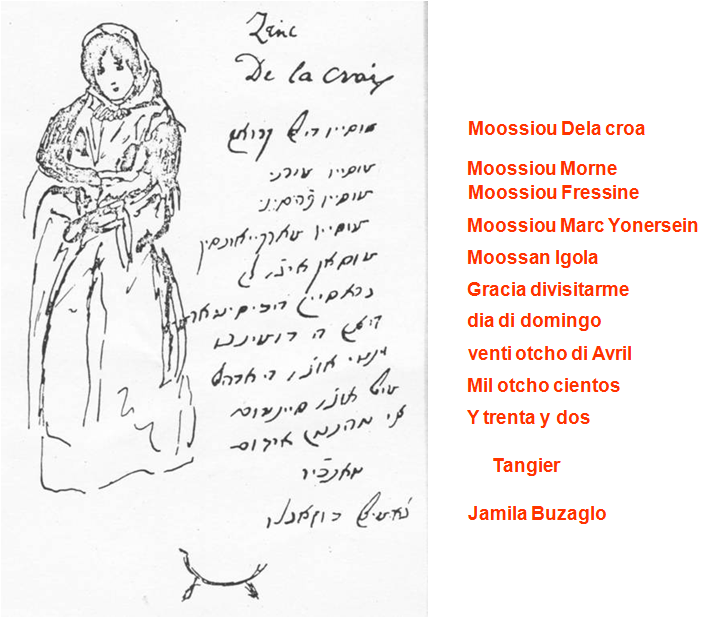
Dopis z Tangeru (1832), který je v jazyce Haketia a jeho přepis do latinky.

Haketia (hebrejsky: חקיטייה‎, arabsky حاكيتيا‎, též známa pod názvy hakitia, haquitía, jaquetía, Djudeo Spañol, Ladino Occidental nebo západní judeo-španělština) je židovský románský jazyk, kterým mluvili hlavně severoafričtí sefaradští Židé, hlavně ve městech Tetuán, Tanger, Asilah, Larache v Maroku, ve španělských městech Ceuta a Melilla a v alžírském městě Oran, kde se mluvilo nářečím zvaným tetuani ladino. Nyní s ním mluví severoafričtí emigranti hlavně v Izraeli, Španělsku, Venezuele a Argentině.
Haketia vychází ze španělštiny a byla silně ovlivněna výpůjčkami z marocké judeo-arabštiny. Dále byla ovlivněna hebrejštinou a jazykem llanito (vernakulární jazyk, kterým se mluví na Gibraltaru).
Název se odvíjí od arabského slova حكى‎ (ḥaká), které v překladu znamená říkat.